# Happy Town
Happy Town ist eine US-amerikanische Mystery-Fernsehserie, die 2010 von den ABC Studios produziert wurde.

## Handlung
Vor sieben Jahren erschütterte eine Serie von ungelösten Entführungsfällen die fiktive Kleinstadt Haplin in Minnesota. Die Serie endete damals von alleine, seitdem leben die Bewohner in Ruhe und Frieden, bis heute. Eine neue Serie von Verbrechen ereignet sich und bringt die dunklen Geheimnisse der Kleinstadt ans Licht.

## Produktion
Obwohl die Serie in Minnesota spielt, sind viele Szenen rund um Port Hope, Penetanguishene, und St. Catharines in Ontario in Kanada gefilmt worden. Nachdem die Pilotfolge gedreht war, ersetzte Ben Schnetzer John Patrick Amedori in der Rolle des Andrew Haplin und Steven Weber ersetzte Dean Winters in der Rolle des John Haplin.
Am 11. Mai 2010 gab ABC bekannt, dass Happy Town für die nächsten zwei Wochen vom Programmplan verschwinden wird und am 2. Juni 2010 wieder zurückkehren wird. Am 17. Mai 2010 setzte ABC die Serie offiziell ab. Am 18. Juni 2010 gab ABC bekannt, dass die letzten beiden Episoden erst später im Sommer laufen werden. Am 1. Juli 2010 veröffentlichte abc.com die letzten beiden Episoden auf ihrer Seite.

## Besetzung

### Hauptbesetzung
- Geoff Stults als Deputy Tommy Conroy
- Lauren German als Henley Boone
- Amy Acker als Rachel Conroy
- Robert Wisdom als Roger Hobbs
- Sarah Gadon als Georgia Bravin
- Jay Paulson als Deputy Eli „Root Beer“ Rogers
- Ben Schnetzer als Andrew Haplin
- Steven Weber als John Haplin
- Sam Neill als Merritt Grieves
- Lynne Griffin als Dot Meadows

### Nebenbesetzung
- Peter Outerbridge als Dan Farmer
- Sophia Ewaniuk als Emma Conroy
- M.C. Gainey als Sheriff Griffin Conroy
- Abraham Benrubi als Big Dave
- David Cronenberg als Dr. Leichman
- Stephen McHattie als Carl Bravin
- Warren Christie als Aidan „Greggy“ Stiviletto
- Frances Conroy als Peggy Haplin

## Ausstrahlung
Die Serie startet als sogenannte Midseason-Serie am 28. April 2010. Nachdem die ersten drei Episoden ausgestrahlt waren, verschwand Happy Town für zwei Wochen vom Programmplan und kehrte am 2. Juni 2010 wieder weiter zurück. Die letzten beiden Episoden blieben unausgestrahlt, sie wurde lediglich am 1. Juli 2010 auf der Serienseite bei abc.com und bei iTunes veröffentlicht.

### International
In Portugal startete die Serie am 25. Mai 2010 auf MOV, in Polen am 1. August 2010 auf Fox Life und in Italien am 6. September 2010 auf Fox Italy.

## Episodenliste
| Nr. | Deutscher Titel | Originaltitel                          | Erstausstrahlung USA | Deutschsprachige Erstausstrahlung (—) | Regie          | Drehbuch                                       |
| --- | --------------- | -------------------------------------- | -------------------- | ------------------------------------- | -------------- | ---------------------------------------------- |
| 1 | —               | In This Home on Ice                    | 28. Apr. 2010        | —                                     | Gary Fleder    | Josh Appelbaum & André Nemec & Scott Rosenberg |
| Vor sieben Jahren suchte eine ungeklärte Entführungsserie die Stadt Haplin heim. Als die neue Bewohnerin Henley Boone in die Stadt zieht, fängt die Entführungsserie wieder an. |                 |                                        |                      |                                       |                |                                                |
| 2 | —               | I Came to Haplin for the Waters        | 5. Mai 2010          | —                                     | Gary Fleder    | Josh Appelbaum, André Nemec & Scott Rosenberg  |
| Tommy Conroy muss für seinen Vater, nachdem dieser verletzt wurde, als Sheriff einspringen und sich auf die Suche nach dem Möder von Jerry Friddle machen. Henley scheint mehr über das Geheimnis der Stadt zu wissen, als sie zugibt.                                                                                            |                 |                                        |                      |                                       |                |                                                |
| 3 | —               | Polly Wants a Crack at Her             | 12. Mai 2010         | —                                     | Mick Garris    | Davey Holmes                                   |
| Henley wird bei einem bizarren Autounfall leicht verletzt und erhält im Nichts unerwartete Hilfe von einem attraktiven Fremden. |                 |                                        |                      |                                       |                |                                                |
| 4 | —               | Slight of Hand                         | 2. Juni 2010         | —                                     | Darnell Martin | Meredith Averill                               |
| Rachel ist verschwunden und die Hinweise deuten darauf hin, dass ihr der „Magic Man“ geholfen hat. Während der Suche verschwindet Dan Farmer und taucht später an unerwarteter Stelle wieder auf. |                 |                                        |                      |                                       |                |                                                |
| 5 | —               | This Is Why We Stay                    | 9. Juni 2010         | —                                     | John Polson    | Courtney Kemp Agboh                            |
| Die wieder gefundene Rachel kann sich an nichts erinnern, was ihr angetan wurde, wird aber von allen mit dieser Erwartung konfrontiert. Sie entschließt sich vorübergehend Haplin zu verlassen, bis Merritt Grieves ihr eine andere Option bietet.                                                                                |                 |                                        |                      |                                       |                |                                                |
| 6 | —               | Questions and Antlers                  | 16. Juni 2010        | —                                     | Ron Underwood  | Phil M. Rosenberg & Mike Flynn & Byron Balasco |
| Henley findet heraus wer hinter dem Diebstahl des Geldes steckt und beschließt auf eigene Faust weiter zu ermitteln. Währenddessen findet die Polizei Hinweise, dass John Haplin Jerry Friddle umgebracht haben könnte. Tommy bittet Big Dan die Wahrheit zu erzählen, damit kein Unschuldiger für seine Tat ins Gefängnis kommt. |                 |                                        |                      |                                       |                |                                                |
| 7 | —               | Dallas Alice Doesn’t Live Here Anymore | 1. Juli 2010         | —                                     | Bobby Roth     | Bryan Oh                                       |
| Big Dave wird beerdigt, jedoch wollen nicht viele einem Mörder die letzte Ehre erweisen. Georgia erzählt Tommy das Farmer ein Irrer sei. Die Polizei ermittelt schon gegen ihn, als er sich schon das nächste Opfer geschnappt hat.                                                                                               |                 |                                        |                      |                                       |                |                                                |
| 8 | —               | Blame It on Rio Bravo                  | 1. Juli 2010         | —                                     | Darnell Martin | Josh Appelbaum, André Nemec & Scott Rosenberg  |
| Neue Geheimnisse und Verstrickungen kommen zu Tage, wobei am Ende das übergeordnete Geheimnis um den genauen Machtbereich des Magic Man nicht gelüftet wird. Seine Identität wird allerdings enthüllt. |                 |                                        |                      |                                       |                |                                                |

## Anmerkung
1. 1 2  Diese Episoden wurden nur online auf abc.com und auf iTunes veröffentlicht.